# كارين ديون
كارين ديون (بالإنجليزية: Karen Dionne)‏ (1953، آكرون في الولايات المتحدة)؛ روائية أمريكية.